# Peter Richards
Peter Charles Richards (Portsmouth, 10 marzo 1978) è un allenatore ed ex giocatore di rugby a 15 internazionale per l'Inghilterra; presente con la sua nazionale alla Coppa del Mondo di rugby 2007, si è ritirato nel 2010 a 32 anni a causa di un infortunio alla schiena, e dal 2014 al 2017 ha fatto parte dello staff tecnico del London Scottish, dapprima come tecnico degli avanti e successivamente come allenatore capo.

## Biografia
Richards iniziò la pratica rugbistica in giovane età e già adolescente fece parte della selezione nazionale U-16; più tardi, anche dell'U-18. Benché il suo ruolo d'elezione sia quello di mediano di mischia, ha spesso giocato anche da mediano d'apertura e terza linea centro.
A 18 anni, nel 1996, firmò il suo primo ingaggio da professionista con i London Irish, con cui esordì quasi subito (in un incontro di Premiership contro Leicester), e durante la cui militanza fu chiamato, via via, dalla nazionale inglese U-19, U-21 e poi dall'Inghilterra "A". Aggregato alla selezione maggiore nel corso del cosiddetto tour infernale del 1998 (che vide l'Inghilterra sconfitta a Brisbane dall'Australia 0-76), non fu tuttavia mai schierato in alcun test match ufficiale, facendo solo un'apparizione contro i NZ Māori.
Nel 1999 Peter Richards si trasferì all'Harlequins, squadra londinese di Twickenham, con cui vinse il primo trofeo della sua carriera, l'European Challenge Cup 2000-01; dopo tale vittoria disputò una stagione in Italia nelle file del Benetton Treviso, prima di tornare in Inghilterra per un biennio nel Bristol e, poi, di nuovo a Londra negli Wasps, con i quali vinse due Premiership consecutive nel 2004 e nel 2005, e il titolo di campione d'Europa, sempre nel 2004.
Nel 2005 Richards fu ingaggiato dal Gloucester per rimpiazzare il partente Andy Gomarsall, in procinto di trasferirsi al Worcester; nel nuovo club si mise in luce, tanto che il C.T. della Nazionale Andy Robinson lo convocò per i test autunnali del 2005, anche se poi non lo schierò mai; giunse infine l'esordio nel 2006, e le prime due partite disputate da Richards furono due test contro l'Australia, entrambi persi dagli inglesi (rispettivamente 3-34 e 18-43).
Il nuovo C.T. della Nazionale Brian Ashton confermò Richards, e lo inserì nella lista ufficiale dei convocati per la Coppa del Mondo 2007 in Francia, in cui disputò sei dei sette incontri, tutti da subentrato, inclusa tutta la fase a eliminazione (quarti contro l'Australia, semifinale contro la Francia e finale, persa, contro il Sudafrica).
Del 2007 è anche un nuovo cambio di club: dal Gloucester ai London Irish, la squadra con cui iniziò la carriera professionistica di Richards.
Confermato anche per il Sei Nazioni 2008, Richards non poté tuttavia essere utilizzato a causa di un infortunio al bicipite occorso in un incontro di Heineken Cup a Treviso contro la sua ex squadra, il Benetton.
Disputò un ulteriore incontro, il suo ultimo, in giugno, durante il tour inglese in Nuova Zelanda.
A fine stagione 2009-10 ha deciso il ritiro dall'attività a causa di un infortunio alla schiena.

## Palmarès
- Premiership: 2
Wasps: 2003-04, 2004-05
- Heineken Cup: 1
Wasps: 2003-04
- Challenge Cup: 2
Harlequins: 2000-01
Gloucester: 2006-07